# Uganda történelme
Uganda történelme alatt az Ugandai Köztársaság történelmével foglalkozunk. Földrajzi szempontból előnyös helyen fekszik, folyók és patakok kanyarognak a területén, tavak és szavannák ékesítik tájait. Az első őskori leletek Kr. e. 50 000-ből származnak. A térség első eseményei az i. e. 4. századra nyúlnak vissza, amikor rengeteg bantu törzs telepedett az ország területére, akik később királyságot alapítottak Buganda néven. Ez a királyság nagyon sokáig, 1894-ig őrizte meg tényleges szerepét, amikor angol gyarmatosítók foglalták el a területet, és kijelölték a mai országhatárokat, valamint új fővárost hoztak létre, Kampalát. A függetlenedés 1962-ben következett be. Később választásokat tartottak. Ekkor került hatalomra első ízben Milton Obote. 1971-ben Obote egyik parancsnoka, Idi Amin megdöntötte elnöke hatalmát, és 8 évig zsarnokoskodott az ország felett. 1979-ben külföldi segítséggel Amin száműzték Ugandából, és másodszorra is Obote lett az elnök. 1985-ben Obote kormányát ismét megdöntötték, fél évre. 1986 január 26-án a Bush War eredményeképpen Yoweri Museveni lett az elnök, akit 2011-ben 5. alkalommal választották meg az emberek Uganda elnökének.

## Korai történelem
Régészeti leletek azt bizonyítják, hogy itt már az őskőkorban is volt élet, amely azt jelenti, hogy legalább 50 000, de az is lehet hogy 100 000 évvel ezelőtt is élt itt ember. Ezeket a leleteket leginkább Kelet-Ugandában találták meg. Ilyen leletek például a barlangrajzok vagy a kovakövek.
Az I. e. 4. században az addig csak Közép-Afrikában élő bantuk szétvándoroltak. Ennek a szétvándorlásnak egy ága jutott el ide. Ők a későbbi Buganda alapítói.

### Buganda
A bantuk megalapították királyságukat, megválasztották a kabakát. A nők gyümölcsöket és magvakat gyűjtögettek, a férfiak pedig különféle vadállatokra vadásztak. Az Albert-tó környékén a bantuk bevándorlásakor már volt egy kis királyság, Bunyoro. Így az odaérkező bantuknak máris akadt egy vetélytársuk, és harcok bontakoztak ki. Buganda később elfoglalta az összes többi kis királyságot, így Buganda lett a 15. századtól a Viktória-tó legdominánsabb birodalma.
Az 1800-as és 1900-as évek között katolikus misszionáriusok érkeztek területre téríteni. Mivel az itteni emberek pogányok, és még sosem láttak fehér embereket, a misszionáriusoknak nem volt egyszerű dolga. Az ideérkezőknek a vezetője Mon Pere nevű pap volt. Végeredményben sikerrel jártak a misszionáriusok, az új vallásnak gyorsan híre ment az országban és onnantól kezdve a kereszténység volt a fő vallás.
Az 1890-es években a britek benyomultak Kelet-Afrikába, és elfoglalták Bugandát, majd létrejött az Ugandai Protektorátus.

## Ugandai Protektorátus
Az Ugandai Protektorátus időszaka alatt azt a korszakot értjük, amikor a mai Uganda brit megszállás alatt volt. Ekkor más országok is egy nagy birodalomhoz kerültek Afrikában. Ennek köszönhetően kialakultak az országok mai határai.
Persze a megszállásnak volt jó oldala is. A helyiek ekkor kereskedtek először messzi országokkal, az angol termékekhez itt sokkal olcsóbban lehetett hozzájutni, mint egy nem brit gyarmatban. A vám pedig sokkal kevesebbe került. Ez a protekcionizmus.
A Brit Birodalom Kelet-Afrikai Társasága nevű szervezetet 1888-ban alapították Londonban. Ez a szervezett volt a kenyai és ugandai protektorátusok elődje. Feladata az volt, hogy felfedezzék Kelet-Afrikát, azt a világot, amelyet még az akkori ember alig ismert.
  Ebbe a szervezetbe önkéntesek csatlakoztak, akik később felfedezőútra indultak. Minden kalandor Mombasa kikötőjében ért partot, és onnan indult a kontinens belseje felé. Uganda vonatkozásában a felfedezőutat Henry Morton Stanley tette meg, aki találkozott Buganda vezetőjével, a kabakával is. Mivel bebarangolta közel az egész országot sok hasznos információt juttatott el a Brit Birodalomnak. A társaság 1896-ban csődbe ment.
Később, 1894-ben a kabaka és Viktória királynő küldötte, Frederick Lugard kompromisszumot kötött. A megállapodás lényege az volt, hogy Buganda csata nélkül átadja területét a briteknek, cserébe a királyi trón és az ország jelképesen megmarad.
A brit uralom elkezdte működését Ugandában. A főváros Entebbe lett, majd a bugandaiakkal együtt megalapították Kampalát. Kezdetben a kelet-afrikai rúpia, majd a shilling lett a hivatalos fizetőeszköz. Az ország lakosai akkor tanulták meg az angol nyelvet használni, hiszen az lett a hivatalos nyelv. Vallási szempontból is történtek változások; megépültek az első templomok és kápolnák. Az ország élére pedig kormányzókat helyeztek. Ezalatt megépült a Kampala-Mombasa vasútvonal, amely mai nagyon fontos a kereskedelemnek.

Az első világháború kezdetekor a briteknek itt is volt ellensége: Német Kelet-Afrika. A feladat a német erők megsemmisítése volt. Mivel az antant jóval nagyobb fölényben volt területi és katonai viszonylatban is, a németek kelet-afrikai birtokai megszűntek. 

Uganda kormányzójának zászlaja

 Uganda úgy járult hozzá, hogy két fronton is támadott:a mai Ruandát elfoglalta, és Dar es-Salaamnál vereséget szenvedett. Ruandáról le kellett tenni nemzetközi nyomásra, így Ruanda kivált és létrejött Ruanda-Urundi, amelyet a belgák irányítottak.
A második világháború idején Észak-Afrika kivételével csak a mai Etiópia területén voltak harcok az olaszok és a gyarmatok között. Uganda ebbe nem avatkozott bele.
Az 1960-as évektől fokozatosan váltak ki a gyarmatok a birodalmakból. Ugandával ez a folyamat 1961-ben kezdődött, amikor Milton Obote megalapította pártját, az Ugandai Népi Kongresszust. Az ország a részleges függetlenséget 1962 október 9.-én kapta meg. Ekkor az ország vezetője II. Erzsébet brit királynő volt, de kineveztek egy miniszterelnököt is. Pontosan egy évvel később, 1963 október 9.-én nyerte el teljes függetlenségét az ország, amikor már elnökválasztást tartottak. Ezzel lezárult a brit uralom Ugandában.

## A rendszer megszilárdulása

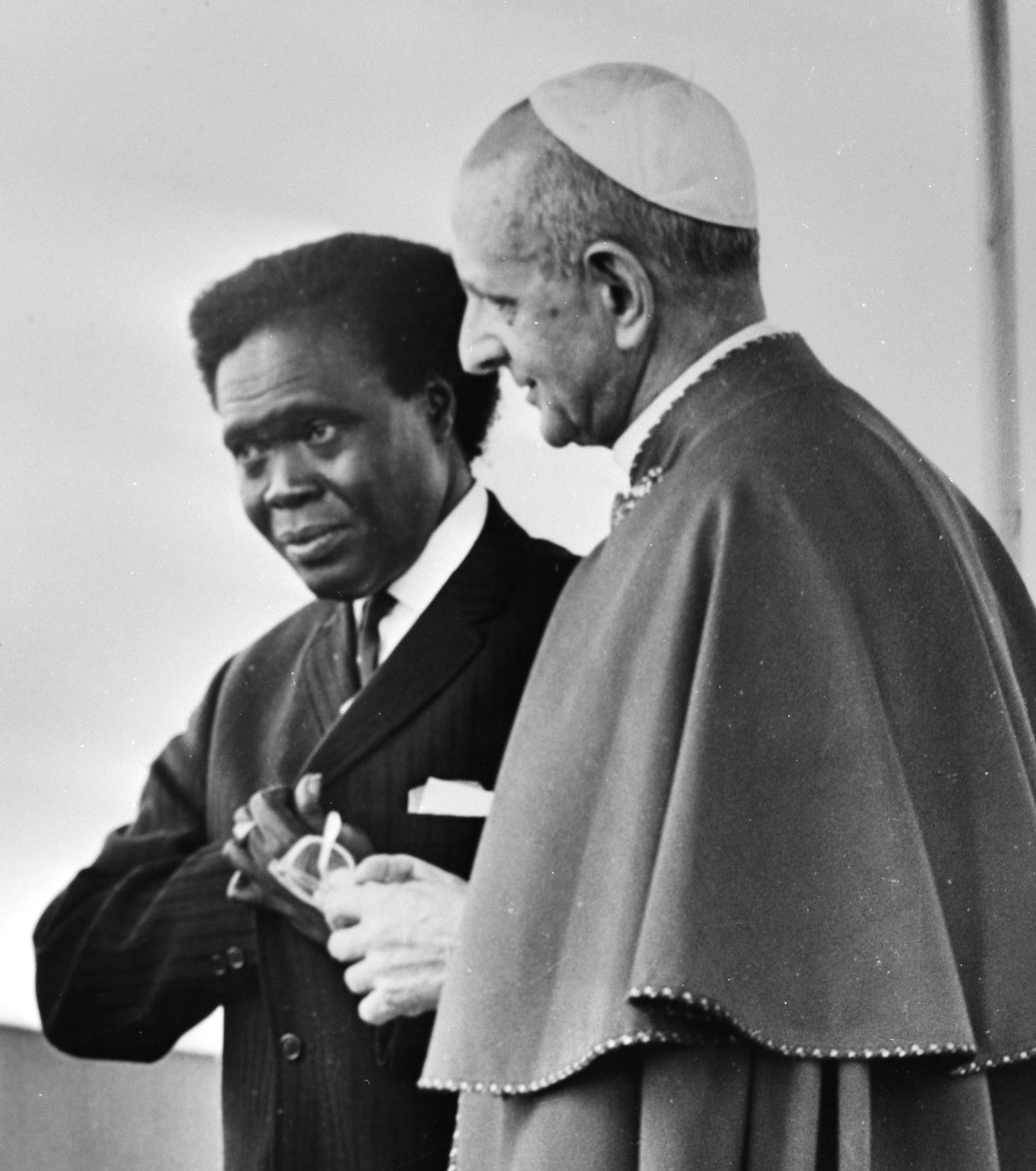
Milton Obote és VI. Pál pápa 1971-ben

Nagy-Britannia 1963 közepére elismerte Uganda teljes függetlenségét. Habár az első választásokat 1961-ben tartották, akkor még csak miniszterelnököt választottak. Az első miniszterelnök Benedicto Kiwanuka volt, a Demokrata Párt jelöltje. 1 évvel később az országot felvették a Nemzetközösség köreibe.
A következő néhány évben a törzsi érdekek erősödtek meg vidéken, a régi királyságokat akarták visszaállítani. Ezért az akkori szocialista miniszterelnök, Obote felfüggesztette az akkori alkotmányt. Ezenkívül megszüntette az önkormányzatokat, valamint az alelnöki, és miniszterelnöki pozíciókat, és kinevezte magát elnöknek. Az 1967-es új alkotmány szerint az elnök több joggal rendelkezik, és gyakorlatilag megszünteti a királyságok működését. A szomszédos országok vezetői, például Tanzánia esetében Julius Nyerere, aggodalmukat fejezték ki az ország politikájának balratolódása miatt.
Az elnök egy Nemzetközösségi konferenciára ment Szingapúrba. Egyik hadvezére, Idi Amin közben katonáival együtt átvette a hatalmat Obotétől. A nyugat is és az ugandaiak jó része is nagyon örült, hogy leváltották Obotét. Ezenkívül az új elnök hivatalba lépése is kezdetben megnyugtatta a nyugatot és a népet. Csak később derült ki, hogy még rosszabb ember került az ország élére. 

Obote és társai Tanzániában kaptak menedékjogot.

## Idi Amin rezsimje

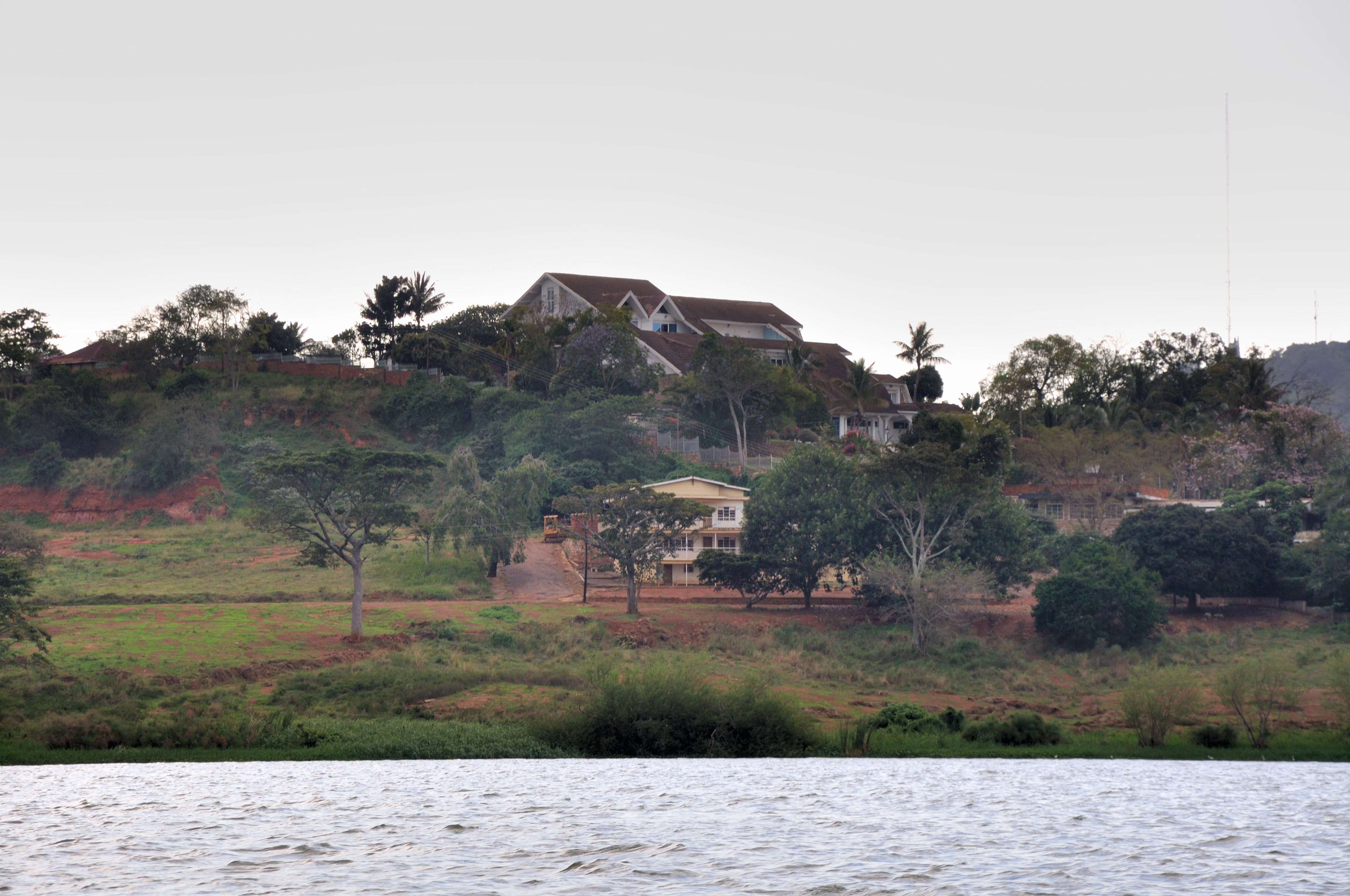
Amin rezidenciája a Viktória-tó partján

Miután Idi Amin Dada került hatalomra, az akkori alkotmányt eltörölte és újat adatott ki, amelynek lényege, hogy az elnök teljes (abszolút) hatalommal rendelkezik. Ezt a korszakot dolgozza fel Az utolsó skót király című film.

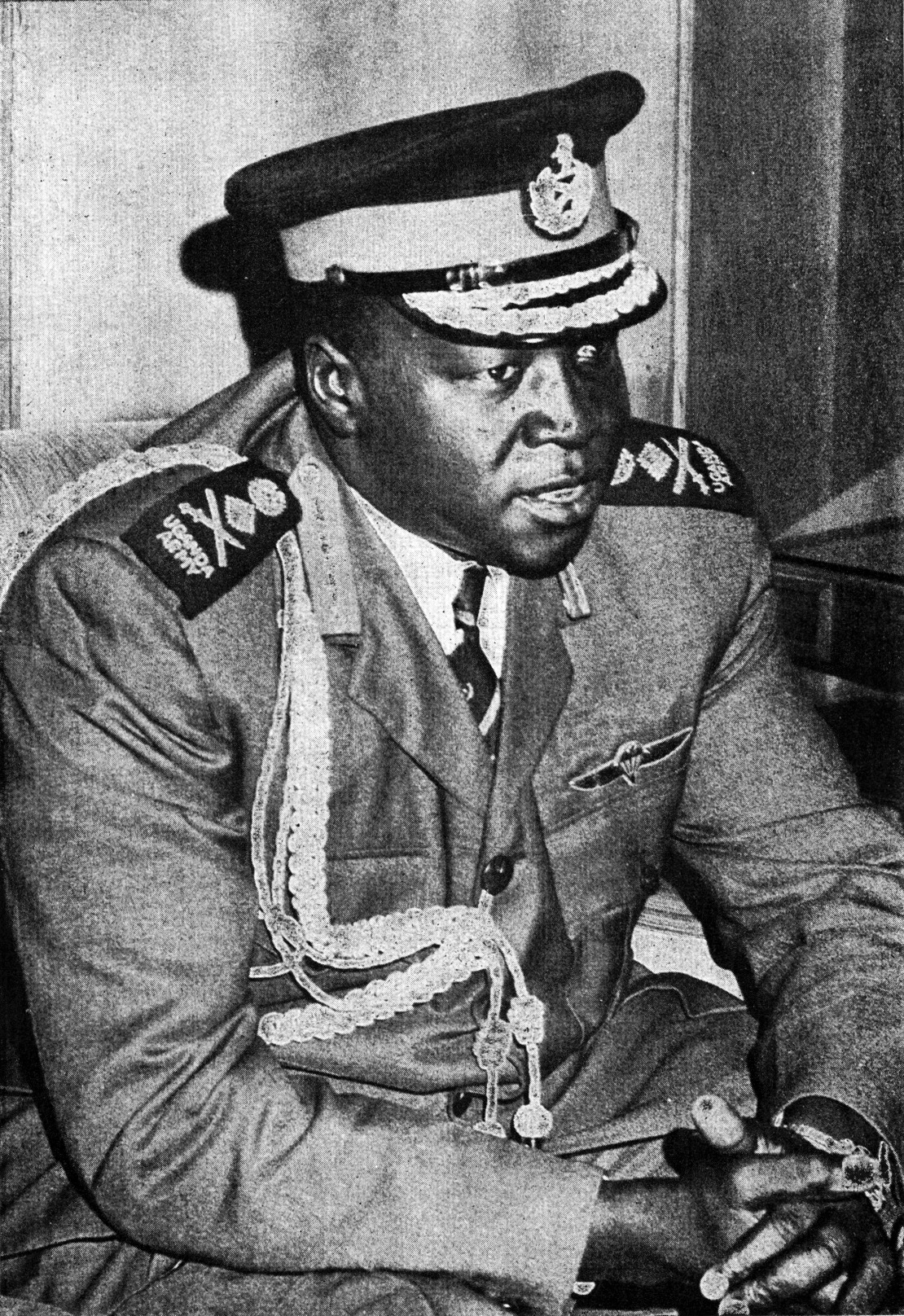
Idi Amin

Miután Obotét elüldözték Amin 8 éves militarista uralma következett. Katonáival kivégzések tömegeit hajtatta végre. A legelfogadottabb becslés szerint 300 000 ugandai vesztette életét 1971-1979 között. Ezeknek nagy része az északi és keleti régiókból származnak, mert Obotét ott támogatták leginkább. Amin brutalitásait egyik minisztere ábrázolta egy grafikonon 1977-ben. A brutalitásától eltekintve kiűzte az indiaiakat akik leginkább kereskedelemből éltek. Korábban ők biztosították az ország gazdaságának motorját.
1972-ben az úgynevezett afrikanizáció keretében 580 000 indiai és brit "útlevél" hagyta el az országot. Ezek alatt mind egy megbízott ember volt, aki a diktátor parancsára elhagyta az országot. Ezek közül 7 000-et hívtak Kanadába legálisan megtelepedni, mivel meghívást kaptak, de ennek a számnak csak egy része ment oda. A 2006-os népszámláláskor 3 300 ugandainak volt kanadai állampolgársága.
Amin nyolc éve gazdasági hanyatlást, társadalmi szétbomlást és az emberi jogok megsértését hozott az országra. Az acholi és langi népcsoportok különös részei voltak a kormány politikai üldözésének, mert jelentések szerint Obote, az Ugandai Népi Kongresszus nevű pártjának itteni tagjai voltak a hadseregnek. Csak 1978-ban 100 000 acholi lett meggyilkolva Amin terrorja miatt.
A határok miatti megosztottság azt eredményezte, hogy Tanzániát katonai támadás érte Ugandából. Északi városokat akartak megszerezni Amin katonái sikertelenül. Sőt, a határ ugandai oldalán lázadások törtek ki, amelyeket a tanzániai hadsereg is támogatott. Idi Aminnak jó kapcsolata volt az iszlám világgal, ezért Líbiából szélsőséges szunnita katonák érkeztek a segítségükre, ám legyőzték őket, és Kampalát 1979 április 11.-én elfoglalták. Ez volt az ugandai–tanzániai háború, amellyel véget ért Idi Amin rémuralma.

## Modernizáció
Amin bukása után Yusuf Lule lett az elnök, aki a Nemzeti Liberális Front párt tagja volt. Legfőbb bizalmasa Jeremiah Lucas Opira volt, a párt titkára. Ez a kormányzás létrehozott egy pótszervet amely kezdetben a közigazgatással foglalkozott. Ez volt a National Consultative Commission (Nemzeti Tanácsadó Bizottság). Ez a bizottság egyre több hatalmat kapott. 1979 júniusára már olyan nagy hatalma lett, hogy a korábbi elnököt leváltotta és helyére az Ugandai Népi Kongresszus egyik emberét helyezték, Godfrey Binaisa személyében.
Az elkövetkező egy évben még mindig nagyon bizonytalan volt az elnök személye, majd Binaisát is leváltották 1980 májusában. Ezt követően kb. 10 napos katonai diktatúra következett. Az 1980-ban tartott választások következtében ismét az UPC került hatalomra Obote vezetése alatt. Az akkori biztonságszolgálatok a világ legrosszabbjai közé tartozott. Az egyik fő erőfeszítéseik közé tartozott, hogy elnyomják a Nyugat-Ugandában tartózkodó 
ellenzéket, a Yoweri Museveni által vezetett Nemzeti Ellenállási Hadsereget.

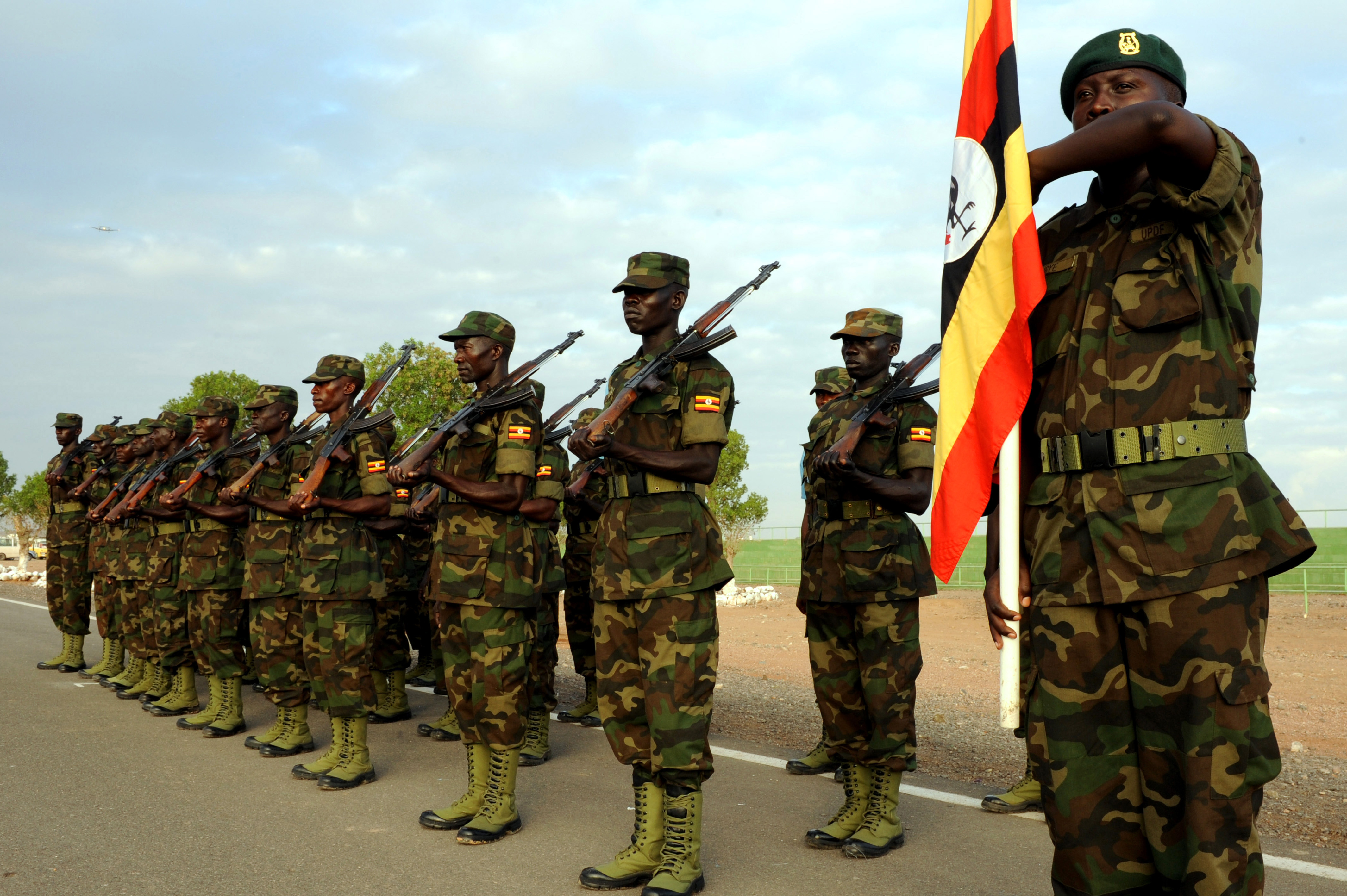
Az Ugandai Népi Védelmi Erő egyik szakasza

Obote második ciklusa 1985 július 27.-ig tartott, mikor a hadsereg ellene fordult Bazilio-Olara Okello vezetésével, és leváltotta. Obote Zambiába menekült, Okello pedig 2 napig volt Uganda 6. elnöke, majd lemondott és Tito Okellonak adta át a hatalmat. Ez a kormány egyeztetéseket folytatott a lázadókkal. Ilyen volt például az 1985-ös Nairobi egyezmény, ahol a felek tűzszüneti megállapodást írtak alá, amely 1986 január 1.-ig volt érvényes.

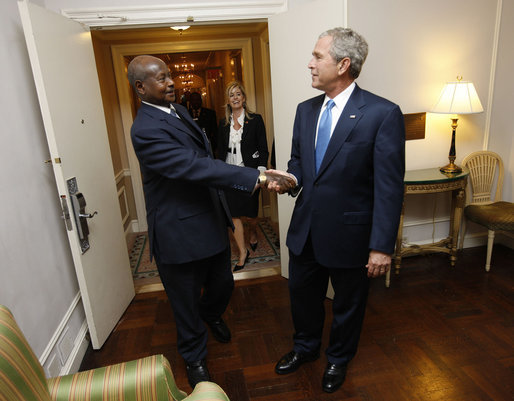
Yoweri Museveni találkozik George Bushsal 2008-ban

1986-tól ismét megkezdődtek az harcok. Az NRA január közepén megkezdte Kampala ostromát, majd január 26.-án bevették a fővárost. Okello hadseregét Szudánba kényszerítették, és megkezdődött Yoweri Museveni elnöksége, ő lett a 9. államfő.
Miután ő lett az elnök, pártja nevét megváltoztatta Nemzeti Ellenállási Mozgalommá. A közigazgatásban és emberi jogok területén rengeteget kellett változtatgatnia.

Hatalomra jutását követő hónapokban Észak-Ugandában (Acholiföldön) lázadások törtek ki. A Joseph Kony által vezetett Úr Ellenállási Hadserege (Lord Resistance Army; LRA) egy teljesen új, teokratikus államot akart létrehozni kezdetben Ugandában. Később a mozgalom átterjedt a Kongói Demokratikus Köztársaságra, Szudánra, de még a Közép-afrikai Köztársaságra is. Ez a hadsereg ma már alig létezik, kb. 500 - 1000 katona harcol az Ugandai Népi Védelmi Erők ellen.
1996-ban az ország kulcsfontosságú szerepet játszott a Zairei elnök, Mobutu Sese Seko megbuktatásában, és a lázadó csapatokat vezérlő Laurent-Désiré Kabila hatalomra juttatásában.
1998 és 2003 között a hadsereg  csatlakozott a második kongói háborúba. Támogatást nyújtottak az ottani lázadóknak, és benyomultak az ország területére. A csapatok 2003-ban visszavonultak, a lázadásokat leverték.
2005-ben alkotmánymódosításra került sor. A lényege az volt, hogy a népszavazás eredményeképpen a többpártrendszert visszaállították. A 2006-os elnökválasztáson a száműzetésből visszatért Kizza Besigye lett az elnök legnagyobb riválisa. Ugyanebben a hónapban halt meg Obote. A választást Museveni nyerte.
2009-ben a kormány bejelentette, hogy a LMBT jogok területén szigorításra készülnek. 2014 február elején az országgyűlés elfogadta az elnök törvényjavaslatát, amelyben illegálisnak nyilvánítják a homoszexualitást és az eddigiekhez képest súlyosabb büntetés jár érte. Még mindig csak a férfiakat büntetik, ebben az esetben pénzbüntetéstől életfogytiglani szabadságvesztésig bármit kaphat a vádlott.